# عمر الأم المتقدم
عمر الأم المتقدم يصف هذا المصطلح بشكل عام النساء اللائي يحملن في سن مُتقدم، على الرغم من وجود تعريفات مختلفة للعمر المحدد لمرحلة الإنجاب. يُفسر التباين في التعريفات جزئيا بآثار زيادة العمر التي تحدث كسلسلة متصلة وليس كتأثير عتبة. 
متوسط العمر عند الولادة الأولى آخذ في الازدياد، ولا سيما في بلدان منظمة التعاون الاقتصادي والتنمية والتي يبلغ أعلى متوسط عمر فيها 32.6  سنة ( كوريا الجنوبية ) تليها 32.1 سنة ( أيرلندا وإسبانيا ).  في عدد من البلدان الأوروبية (إسبانيا)، تجاوز متوسط عمر المرأة عند الولادة الأولى الثلاثينعامًا. ولا تقتصر هذه العملية على أوروبا. وتشهد كل من آسيا واليابان والولايات المتحدة ارتفاعًا في متوسط العمر عند الولادة الأولى، وتنتشر هذه العملية بشكل متزايد إلى بلدان في العالم النامي مثل الصين وتركيا وإيران. في الولايات المتحدة، كان متوسط عمر أول ولادة 26.9 سنة في عام 2018.
يرتبط عمر الأم المتقدم بآثار إنجابية ضارة بما في ذلك زيادة خطر العقم،  وتشوهات الكروموسومات لدى الأطفال.  في المقابل تأثير عمر الأب أقل وضوحًا.  